# Zhai'an
Zhai'an (kinesiska: 寨安乡, 寨安) är en socken i Kina. Den ligger i den autonoma regionen Guangxi, i den södra delen av landet, omkring 150 kilometer sydväst om regionhuvudstaden Nanning. Antalet invånare är 17490. Befolkningen består av 8 270 kvinnor och 9 220 män. Barn under 15 år utgör 21,0 %, vuxna 15-64 år 69 %, och äldre över 65 år 9,0 %.
Genomsnittlig årsnederbörd är 1 982 millimeter. Den regnigaste månaden är augusti, med i genomsnitt 419 mm nederbörd, och den torraste är januari, med 25 mm nederbörd.